# 2 Crónicas 30
2 Crónicas 30 es el trigésimo capítulo del Segundo Libro de las Crónicas en el Antiguo Testamento de la  Biblia cristiana o de la segunda parte de los Libros de las Crónicas en la Biblia hebrea. El libro está compilado a partir de fuentes más antiguas por una persona o grupo desconocido, designado por los estudiosos modernos como «el Cronista», y su forma final se estableció a finales del siglo V o IV a. C. Este capítulo pertenece a la sección centrada en el reino de Judá hasta su destrucción por los babilonios bajo Nabucodonosor y el comienzo de la restauración bajo Ciro el Grande de Persia (2 Crónicas 10 a 36). El tema central de este capítulo es el reinado de Ezequías, rey de Judá.

## Texto
Este capítulo fue escrito originalmente en el idioma hebreo y está dividido en 27 versículos.

### Testigos textuales
Algunos manuscritos antiguos que contienen el texto de este capítulo en hebreo bíblico son del Texto masorético, que incluye el Códice de Alepo (siglo X) y el Códice de Leningrado (1008).
También existe una traducción al griego koiné conocida como la Septuaginta, realizada en los últimos siglos a. C. Entre los manuscritos antiguos existentes de la versión de la Septuaginta se encuentran el Códice Vaticano (B; {\displaystyle \ ara{G}}B; siglo IV) y el Códice Alejandrino (A; {\displaystyle \ ara{G}}A; siglo V). 

## Ezequías proclama una Pascua (30:1-12)
Esta sección del capítulo registra los preparativos para la fiesta de la Pascua. Ezequías tomó todas las medidas importantes para establecer la fiesta de la Pascua en el primer año de su reinado, porque en ese momento el reino del norte ya había caído, por lo que Ezequías tuvo que hacer rápidamente un último intento para restaurar la unidad del culto a YHWH en toda el área del antiguo reino unido de Israel. En línea con las «convicciones democráticas» del Cronista, el rey, los príncipes y el pueblo tomaron la decisión colectiva de celebrar la Pascua (versículos 1-7) y, para prepararse bien para tal festín (versículo 3), decidieron retrasarlo hasta el segundo mes, como ya había ocurrido anteriormente (Números 9:6-13).  Tras esta decisión, Ezequías envió mensajeros a todas las partes del país y, en particular, al reino del norte, recitando un mensaje (utilizando un juego de palabras): «vuelve a YHWH, él volverá a ti». La desaparición del reino del norte (no relatada en las Crónicas) puede haber provocado diversas reacciones a la invitación: la mayoría de los (restantes) habitantes del reino del norte reaccionaron con «burla y desprecio», aunque algunos aceptaron «humillándose», mientras que en el reino soberano del sur los judíos reaccionaron «con un solo corazón» (versículo 12), que el Cronista atribuye a las acciones de Dios (cf. 1 Crónicas 29).

### Versículo 1
Y Ezequías envió a todo Israel y Judá, y escribió cartas también a Efraín y Manasés, para que vinieran a la casa del Señor en Jerusalén, para celebrar la Pascua al Señor Dios de Israel.
- «Envió a todo Israel y Judá»: es decir, envió «mensajeros» o «corredores».[14]
- «También escribió cartas a Efraín y Manasés»: las dos tribus principales del reino del norte, que representan a las diez tribus del norte, para enfatizar que Ezequías invitó a todo Israel y Judá (cf. versículo 5).[15]

## Ezequías celebra la Pascua (30:13-27)
Esta sección relata la celebración de la Pascua y contiene la primera descripción de una peregrinación completa en la Biblia hebrea. Una vez que el templo fue purificado (capítulo 29), Jerusalén también fue liberada de toda influencia extranjera, por lo que solo tuvo lugar el culto legítimo a YHWH. La celebración nacional de la Pascua recuerda los «embriagadores días de la Monarquía Unida». Muchos participantes (especialmente de las tribus del norte de Efraín, Manasés, Isacar y Zabulón), los funcionarios, los sacerdotes y los levitas no se habían purificado adecuadamente, pero se esforzaban por mostrar su cambio de actitud, y eso es lo que parece más importante, por lo que Ezequías pidió a YHWH que perdonara a esas personas y YHWH concedió la petición (versículo 20). Según la ley, cualquier persona que realizara el sacrificio debía ser responsable de su matanza, pero como muchos de ellos no se habían purificado adecuadamente, los levitas asumieron esta función (versículo 16). El carácter importante de la fiesta (típico en las Crónicas) es la acción voluntaria con un gran sentido de unidad (en la que participan sacerdotes, levitas y laicos), alegría y generosidad prevalecientes entre el rey y los notables, y se sacrifican muchos animales. El Cronista señala que tales escenas no habían ocurrido desde los días de Salomón, refiriéndose no solo a la celebración, sino también a una impresión de posible reunificación desde que el reino se desmoronó tras la muerte de Salomón.

### Versículo 21
Y los hijos de Israel que estaban presentes en Jerusalén celebraron la fiesta de los panes sin levadura durante siete días con gran alegría: y los levitas y los sacerdotes alabaron al Señor día tras día, cantando con instrumentos fuertes al Señor.
- «Con instrumentos fuertes para el Señor» o «con instrumentos de fuerza para Jehová» para acompañar los salmos de alabanza, que glorifican la fuerza del Dios de Israel, como el Salmo 29:1: «Atribuid a Jehová, hijos de Dios, atribuid a Jehová gloria y fuerza». [17]